# Pilula praetumida
Espèce
Synonymes
- voir paragraphe #Synonymes

Taxons de rang inférieur
- Helix(Pilula) praetumida var. mahesiana E. von Martens, 1898[1],[2]

Statut de conservation UICN

 VU B1+2ab : Vulnérable
Pilula praetumida est une espèce de mollusques gastéropodes terrestres de la famille des Charopidae. Cette espèce est endémique de La Réunion.

## Synonymes
- Helix praetumida A.E.J. Férussac